# RideLondon-Classique 2023
La 9e édition de RideLondon-Classique a lieu du 26 au 28 mai 2023. Elle fait partie de l'UCI World Tour.
Charlotte Kool remporte la première étape au sprint. Chloe Dygert la seconde. Kool est retardée par une chute et conserve la tête du classement général grâce à la règle des 3 km. Elle gagne la dernière étape et l'épreuve, ainsi que le classement par points. Chloe Dygert est deuxième et Lizzie Deignan troisième. Hanna Johansson est la meilleure grimpeuse, Eleonora Gasparrini la meilleure jeune et Jumbo-Visma la meilleure équipe.

## Équipes
| UCI Women's WorldTeams (9)- Canyon-SRAM Racing - Team DSM - FDJ-Suez - Israel-Premier Tech Roland - Team Jumbo-Visma - Liv Racing TeqFind - Trek-Segafredo - UAE Team ADQ - Uno-X Pro Cycling Team Équipes féminines continentales (10)- Awol O'Shea - Bepink - Ceratizit-WNT Pro Cycling - Cofidis - Coop-Hitec Products - DAS-Handsling Bikes - Lifeplus Wahoo - Parkhotel Valkenburg - St Michel-Mavic-Auber93 - Torelli |
| |

## Parcours
Le parcours est globalement plat.

## Étapes
| Étape     | Date   | Villes étapes               | type            | Distance (km) | Vainqueur d'étape | Leader du classement général |
| --------- | ------ | --------------------------- | --------------- | ------------- | ----------------- | ---------------------------- |
| 1re étape | 26 mai | Saffron Walden – Colchester | étape vallonnée | 149,7         | Charlotte Kool    | Charlotte Kool               |
| 2e étape  | 27 mai | Maldon – Maldon             | étape vallonnée | 133,1         | Chloé Dygert      | Charlotte Kool               |
| 3e étape  | 28 mai | Londres – Londres           | étape de plaine | 91,2          | Charlotte Kool    | Charlotte Kool               |

## Favorites
La vainqueur sortante, Lorena Wiebes, tout comme son équipe, SD Worx, sont absentes au départ. Dans ce contexte, Charlotte Kool, Chiara Consonni, Chloe Dygert et Elisa Balsamo sont les favorites.

## Déroulement de la course

### 1reétape
Francesca Morgans-Slader et Hanna Johansson sont les premières échappées. Scarlett Souren et Danielle Shrosbree partent en chasse, seule cette dernière opère la jonction. Leur avance atteint deux minutes quarante-cinq. Elisa Balsamo est prise dans une chute et contrainte à l'abandon. En arrivant dans les cinquante derniers kilomètres, l'échappée est reprise. Il y a de nombreuses attaques, mais sans succès. Un groupe de quatorze coureuses se détache. Il s'agit de : Soraya Paladin, Clara Copponi, Thalita de Jong, Katia Ragusa, Pfeiffer Georgi, Charlotte Kool, Teuntje Beekhuis, Noemi Rüegg, Lizzie Deignan, Lauretta Hanson, Eleonora Gasparrini, Elinor Barker, Cédrine Kerbaol et Monica Greenwood. Dans les dix derniers kilomètres, Chloe Dygert et Maike van der Duin reviennent sur l'avant. Rügg tente de sortir aux cinq kilomètres, mais elle est immédiatement reprise. Copponi lance le sprint, mais Charlotte Kool la remonte et s'impose.
| \| Classement de l'étape \| Classement de l'étape \| Classement de l'étape \| Classement de l'étape \| Classement de l'étape \| \| Coureuse \| Coureuse \| Pays \| Équipe \| Temps \| \| --------------------- \| --------------------- \| --------------------- \| ------------------------- \| --------------------- \| \| 1re \| Charlotte Kool \| Pays-Bas \| Team DSM \| 3 h 56 min 35 s \| \| 2e \| Clara Copponi \| France \| FDJ-Suez \| + 0 s \| \| 3e \| Lizzie Deignan \| Royaume-Uni \| Trek-Segafredo \| + 0 s \| \| 4e \| Maike van der Duin \| Pays-Bas \| Canyon-SRAM Racing \| + 0 s \| \| 5e \| Eleonora Gasparrini \| Italie \| UAE Team ADQ \| + 0 s \| \| 6e \| Teuntje Beekhuis \| Pays-Bas \| Team Jumbo-Visma \| + 0 s \| \| 7e \| Cédrine Kerbaol \| France \| Ceratizit-WNT Pro Cycling \| + 0 s \| \| 8e \| Noemi Rüegg \| Suisse \| Team Jumbo-Visma \| + 0 s \| \| 9e \| Thalita de Jong \| Pays-Bas \| Liv Racing TeqFind \| + 0 s \| \| 10e \| Pfeiffer Georgi \| Royaume-Uni \| Team DSM \| + 0 s \| |                     |             |                           |                 |
| |                     |             |                           |                 |
| |                     |             |                           |                 |
| Classement de l'étape |                     |             |                           |                 |
| Coureuse | Coureuse            | Pays        | Équipe                    | Temps           |
| 1re | Charlotte Kool      | Pays-Bas    | Team DSM                  | 3 h 56 min 35 s |
| 2e | Clara Copponi       | France      | FDJ-Suez                  | + 0 s           |
| 3e | Lizzie Deignan      | Royaume-Uni | Trek-Segafredo            | + 0 s           |
| 4e | Maike van der Duin  | Pays-Bas    | Canyon-SRAM Racing        | + 0 s           |
| 5e | Eleonora Gasparrini | Italie      | UAE Team ADQ              | + 0 s           |
| 6e | Teuntje Beekhuis    | Pays-Bas    | Team Jumbo-Visma          | + 0 s           |
| 7e | Cédrine Kerbaol     | France      | Ceratizit-WNT Pro Cycling | + 0 s           |
| 8e | Noemi Rüegg         | Suisse      | Team Jumbo-Visma          | + 0 s           |
| 9e | Thalita de Jong     | Pays-Bas    | Liv Racing TeqFind        | + 0 s           |
| 10e | Pfeiffer Georgi     | Royaume-Uni | Team DSM                  | + 0 s           |

| \| Classement général \| Classement général \| Classement général \| Classement général \| Classement général \| \| Coureuse \| Coureuse \| Pays \| Équipe \| Temps \| \| ------------------ \| ------------------- \| ------------------ \| ------------------------- \| ------------------ \| \| 1re \| Charlotte Kool \| Pays-Bas \| Team DSM \| 3 h 56 min 23 s \| \| 2e \| Clara Copponi \| France \| FDJ-Suez \| + 6 s \| \| 3e \| Lizzie Deignan \| Royaume-Uni \| Trek-Segafredo \| + 8 s \| \| 4e \| Eleonora Gasparrini \| Italie \| UAE Team ADQ \| + 11 s \| \| 5e \| Maike van der Duin \| Pays-Bas \| Canyon-SRAM Racing \| + 12 s \| \| 6e \| Teuntje Beekhuis \| Pays-Bas \| Team Jumbo-Visma \| + 12 s \| \| 7e \| Cédrine Kerbaol \| France \| Ceratizit-WNT Pro Cycling \| + 12 s \| \| 8e \| Noemi Rüegg \| Suisse \| Team Jumbo-Visma \| + 12 s \| \| 9e \| Thalita de Jong \| Pays-Bas \| Liv Racing TeqFind \| + 12 s \| \| 10e \| Pfeiffer Georgi \| Royaume-Uni \| Team DSM \| + 12 s \| |                     |             |                           |                 |
| |                     |             |                           |                 |
| |                     |             |                           |                 |
| Classement général |                     |             |                           |                 |
| Coureuse | Coureuse            | Pays        | Équipe                    | Temps           |
| 1re | Charlotte Kool      | Pays-Bas    | Team DSM                  | 3 h 56 min 23 s |
| 2e | Clara Copponi       | France      | FDJ-Suez                  | + 6 s           |
| 3e | Lizzie Deignan      | Royaume-Uni | Trek-Segafredo            | + 8 s           |
| 4e | Eleonora Gasparrini | Italie      | UAE Team ADQ              | + 11 s          |
| 5e | Maike van der Duin  | Pays-Bas    | Canyon-SRAM Racing        | + 12 s          |
| 6e | Teuntje Beekhuis    | Pays-Bas    | Team Jumbo-Visma          | + 12 s          |
| 7e | Cédrine Kerbaol     | France      | Ceratizit-WNT Pro Cycling | + 12 s          |
| 8e | Noemi Rüegg         | Suisse      | Team Jumbo-Visma          | + 12 s          |
| 9e | Thalita de Jong     | Pays-Bas    | Liv Racing TeqFind        | + 12 s          |
| 10e | Pfeiffer Georgi     | Royaume-Uni | Team DSM                  | + 12 s          |

### 2eétape
April Tacey s'échappe seule en début d'étape. Elle obtient deux minutes quarante cinq d'avance. Elle est reprise au bout de soixante-et-un kilomètres de course. Sa coéquipière Typhaine Laurance contre. Elle a une minute d'avance. L'ascension de la côte de North Hil provoque une sélection avec trente-trois coureuses à l'avant. À douze kilomètres de l'arrivée, Maike van der Duin attaque. Elle a trente-huit secondes d'avant cinq kilomètres plus loin. Trek-Segafredo mène la poursuite. À deux kilomètres de la ligne, une chute massive se produit. Van der Duin est reprise dans les derniers mètres. Soraya Paladin lance le sprint et Chloe Dygert s'impose. Charlotte Kool, prise dans la chute, préserve la tête du classement général grâce à la règle des trois kilomètres.
| \| Classement de l'étape \| Classement de l'étape \| Classement de l'étape \| Classement de l'étape \| Classement de l'étape \| \| Coureuse \| Coureuse \| Pays \| Équipe \| Temps \| \| --------------------- \| --------------------- \| --------------------- \| ------------------------- \| --------------------- \| \| 1re \| Chloé Dygert \| États-Unis \| Canyon-SRAM Racing \| 3 h 26 min 33 s \| \| 2e \| Lizzie Deignan \| Royaume-Uni \| Trek-Segafredo \| + 0 s \| \| 3e \| Soraya Paladin \| Italie \| Canyon-SRAM Racing \| + 0 s \| \| 4e \| Anna Henderson \| Royaume-Uni \| Team Jumbo-Visma \| + 0 s \| \| 5e \| Eleonora Gasparrini \| Italie \| UAE Team ADQ \| + 0 s \| \| 6e \| Simone Boilard \| Canada \| St Michel-Mavic-Auber 93 \| + 0 s \| \| 7e \| Cédrine Kerbaol \| France \| Ceratizit-WNT Pro Cycling \| + 0 s \| \| 8e \| Coralie Demay \| France \| St Michel-Mavic-Auber 93 \| + 0 s \| \| 9e \| Pfeiffer Georgi \| Royaume-Uni \| Team DSM \| + 0 s \| \| 10e \| Teuntje Beekhuis \| Pays-Bas \| Team Jumbo-Visma \| + 0 s \| |                     |             |                           |                 |
| |                     |             |                           |                 |
| |                     |             |                           |                 |
| Classement de l'étape |                     |             |                           |                 |
| Coureuse | Coureuse            | Pays        | Équipe                    | Temps           |
| 1re | Chloé Dygert        | États-Unis  | Canyon-SRAM Racing        | 3 h 26 min 33 s |
| 2e | Lizzie Deignan      | Royaume-Uni | Trek-Segafredo            | + 0 s           |
| 3e | Soraya Paladin      | Italie      | Canyon-SRAM Racing        | + 0 s           |
| 4e | Anna Henderson      | Royaume-Uni | Team Jumbo-Visma          | + 0 s           |
| 5e | Eleonora Gasparrini | Italie      | UAE Team ADQ              | + 0 s           |
| 6e | Simone Boilard      | Canada      | St Michel-Mavic-Auber 93  | + 0 s           |
| 7e | Cédrine Kerbaol     | France      | Ceratizit-WNT Pro Cycling | + 0 s           |
| 8e | Coralie Demay       | France      | St Michel-Mavic-Auber 93  | + 0 s           |
| 9e | Pfeiffer Georgi     | Royaume-Uni | Team DSM                  | + 0 s           |
| 10e | Teuntje Beekhuis    | Pays-Bas    | Team Jumbo-Visma          | + 0 s           |

| \| Classement général \| Classement général \| Classement général \| Classement général \| Classement général \| \| Coureuse \| Coureuse \| Pays \| Équipe \| Temps \| \| ------------------ \| ------------------- \| ------------------ \| ------------------------- \| ------------------ \| \| 1re \| Charlotte Kool \| Pays-Bas \| Team DSM \| 7 h 22 min 53 s \| \| 2e \| Lizzie Deignan \| Royaume-Uni \| Trek-Segafredo \| + 5 s \| \| 3e \| Chloé Dygert \| États-Unis \| Canyon-SRAM Racing \| + 10 s \| \| 4e \| Eleonora Gasparrini \| Italie \| UAE Team ADQ \| + 14 s \| \| 5e \| Cédrine Kerbaol \| France \| Ceratizit-WNT Pro Cycling \| + 15 s \| \| 6e \| Teuntje Beekhuis \| Pays-Bas \| Team Jumbo-Visma \| + 15 s \| \| 7e \| Pfeiffer Georgi \| Royaume-Uni \| Team DSM \| + 15 s \| \| 8e \| Noemi Rüegg \| Suisse \| Team Jumbo-Visma \| + 15 s \| \| 9e \| Soraya Paladin \| Italie \| Canyon-SRAM Racing \| + 26 s \| \| 10e \| Lauretta Hanson \| Australie \| Trek-Segafredo \| + 28 s \| |                     |             |                           |                 |
| |                     |             |                           |                 |
| |                     |             |                           |                 |
| Classement général |                     |             |                           |                 |
| Coureuse | Coureuse            | Pays        | Équipe                    | Temps           |
| 1re | Charlotte Kool      | Pays-Bas    | Team DSM                  | 7 h 22 min 53 s |
| 2e | Lizzie Deignan      | Royaume-Uni | Trek-Segafredo            | + 5 s           |
| 3e | Chloé Dygert        | États-Unis  | Canyon-SRAM Racing        | + 10 s          |
| 4e | Eleonora Gasparrini | Italie      | UAE Team ADQ              | + 14 s          |
| 5e | Cédrine Kerbaol     | France      | Ceratizit-WNT Pro Cycling | + 15 s          |
| 6e | Teuntje Beekhuis    | Pays-Bas    | Team Jumbo-Visma          | + 15 s          |
| 7e | Pfeiffer Georgi     | Royaume-Uni | Team DSM                  | + 15 s          |
| 8e | Noemi Rüegg         | Suisse      | Team Jumbo-Visma          | + 15 s          |
| 9e | Soraya Paladin      | Italie      | Canyon-SRAM Racing        | + 26 s          |
| 10e | Lauretta Hanson     | Australie   | Trek-Segafredo            | + 28 s          |

### 3eétape
Jessica Finney, Caroline Baur puis  Francesca Morgans-Slader placent les premières attaques, mais sans succès. À quatre tours de l'arrivée, Sofie van Rooijen, Victoire Berteau et Grace Lister sortent. Elles obtiennent une minute vingt d'avance. Elles sont reprises à l'amorce du dernier tour.  Sarah Roy attaque dans le final, mais le sprint est inévitable. Charlotte Kool gagne l'étape et le classement général.
| \| Classement de l'étape \| Classement de l'étape \| Classement de l'étape \| Classement de l'étape \| Classement de l'étape \| \| Coureuse \| Coureuse \| Pays \| Équipe \| Temps \| \| --------------------- \| --------------------- \| --------------------- \| ------------------------ \| --------------------- \| \| 1re \| Charlotte Kool \| Pays-Bas \| Team DSM \| 2 h 11 min 58 s \| \| 2e \| Chloé Dygert \| États-Unis \| Canyon-SRAM Racing \| + 0 s \| \| 3e \| Maike van der Duin \| Pays-Bas \| Canyon-SRAM Racing \| + 0 s \| \| 4e \| Amalie Dideriksen \| Danemark \| Uno-X Pro Cycling Team \| + 0 s \| \| 5e \| Clara Copponi \| France \| FDJ-Suez \| + 0 s \| \| 6e \| Chiara Consonni \| Italie \| UAE Team ADQ \| + 0 s \| \| 7e \| Anna Henderson \| Royaume-Uni \| Team Jumbo-Visma \| + 0 s \| \| 8e \| Rachele Barbieri \| Italie \| Liv Racing TeqFind \| + 0 s \| \| 9e \| Martina Alzini \| Italie \| Cofidis \| + 0 s \| \| 10e \| Simone Boilard \| Canada \| St Michel-Mavic-Auber 93 \| + 0 s \| |                    |             |                          |                 |
| |                    |             |                          |                 |
| |                    |             |                          |                 |
| Classement de l'étape |                    |             |                          |                 |
| Coureuse | Coureuse           | Pays        | Équipe                   | Temps           |
| 1re | Charlotte Kool     | Pays-Bas    | Team DSM                 | 2 h 11 min 58 s |
| 2e | Chloé Dygert       | États-Unis  | Canyon-SRAM Racing       | + 0 s           |
| 3e | Maike van der Duin | Pays-Bas    | Canyon-SRAM Racing       | + 0 s           |
| 4e | Amalie Dideriksen  | Danemark    | Uno-X Pro Cycling Team   | + 0 s           |
| 5e | Clara Copponi      | France      | FDJ-Suez                 | + 0 s           |
| 6e | Chiara Consonni    | Italie      | UAE Team ADQ             | + 0 s           |
| 7e | Anna Henderson     | Royaume-Uni | Team Jumbo-Visma         | + 0 s           |
| 8e | Rachele Barbieri   | Italie      | Liv Racing TeqFind       | + 0 s           |
| 9e | Martina Alzini     | Italie      | Cofidis                  | + 0 s           |
| 10e | Simone Boilard     | Canada      | St Michel-Mavic-Auber 93 | + 0 s           |

## Classements finals

### Classement général final
| \| Classement général \| Classement général \| Classement général \| Classement général \| Classement général \| \| Coureuse \| Coureuse \| Pays \| Équipe \| Temps \| \| ------------------ \| ------------------- \| ------------------ \| ------------------------- \| ------------------ \| \| 1re \| Charlotte Kool \| Pays-Bas \| Team DSM \| 9 h 34 min 41 s \| \| 2e \| Chloé Dygert \| États-Unis \| Canyon-SRAM Racing \| + 11 s \| \| 3e \| Lizzie Deignan \| Royaume-Uni \| Trek-Segafredo \| + 15 s \| \| 4e \| Eleonora Gasparrini \| Italie \| UAE Team ADQ \| + 22 s \| \| 5e \| Pfeiffer Georgi \| Royaume-Uni \| Team DSM \| + 24 s \| \| 6e \| Cédrine Kerbaol \| France \| Ceratizit-WNT Pro Cycling \| + 25 s \| \| 7e \| Teuntje Beekhuis \| Pays-Bas \| Team Jumbo-Visma \| + 25 s \| \| 8e \| Noemi Rüegg \| Suisse \| Team Jumbo-Visma \| + 25 s \| \| 9e \| Soraya Paladin \| Italie \| Canyon-SRAM Racing \| + 36 s \| \| 10e \| Lauretta Hanson \| Australie \| Trek-Segafredo \| + 38 s \| |                     |             |                           |                 |
| |                     |             |                           |                 |
| |                     |             |                           |                 |
| Classement général |                     |             |                           |                 |
| Coureuse | Coureuse            | Pays        | Équipe                    | Temps           |
| 1re | Charlotte Kool      | Pays-Bas    | Team DSM                  | 9 h 34 min 41 s |
| 2e | Chloé Dygert        | États-Unis  | Canyon-SRAM Racing        | + 11 s          |
| 3e | Lizzie Deignan      | Royaume-Uni | Trek-Segafredo            | + 15 s          |
| 4e | Eleonora Gasparrini | Italie      | UAE Team ADQ              | + 22 s          |
| 5e | Pfeiffer Georgi     | Royaume-Uni | Team DSM                  | + 24 s          |
| 6e | Cédrine Kerbaol     | France      | Ceratizit-WNT Pro Cycling | + 25 s          |
| 7e | Teuntje Beekhuis    | Pays-Bas    | Team Jumbo-Visma          | + 25 s          |
| 8e | Noemi Rüegg         | Suisse      | Team Jumbo-Visma          | + 25 s          |
| 9e | Soraya Paladin      | Italie      | Canyon-SRAM Racing        | + 36 s          |
| 10e | Lauretta Hanson     | Australie   | Trek-Segafredo            | + 38 s          |

#### Points attribués
| Position                  | 1er | 2e  | 3e  | 4e  | 5e  | 6e  | 7e  | 8e  | 9e | 10e | 11e | 12e | 13e | 14e | 15e | 16e à 20e | 21e à 30e | 31e à 40e |  |  |
| Classement général        | 400 | 320 | 260 | 220 | 180 | 140 | 120 | 100 | 80 | 68  | 56  | 48  | 40  | 32  | 28  | 24        | 16        | 8         |  |  |
| Étapes et demi-étapes     | 50  | 40  | 30  | 25  | 20  | 18  | 15  | 10  | 8  | 6   |     |     |     |     |     |           |           |           |  |  |
| Port du maillot de leader | 8   |     |     |     |     |     |     |     |    |     |     |     |     |     |     |           |           |           |  |  |

### Classements annexes
| Classement par points | Classement par points    | Classement par points | Classement par points | Classement par points |
| Coureuse              | Coureuse                 | Pays                  | Équipe                | Points                |
| --------------------- | ------------------------ | --------------------- | --------------------- | --------------------- |
| 1re                   | Charlotte Kool           | Pays-Bas              | Team DSM              | 30 pts                |
| 2e                    | Chloé Dygert             | États-Unis            | Canyon-SRAM Racing    | 24 pts                |
| 3e                    | Lizzie Deignan           | Royaume-Uni           | Trek-Segafredo        | 14 pts                |
| 4e                    | Maike van der Duin       | Pays-Bas              | Canyon-SRAM Racing    | 12 pts                |
| 5e                    | Clara Copponi            | France                | FDJ-Suez              | 12 pts                |
| 6e                    | Soraya Paladin           | Italie                | Canyon-SRAM Racing    | 10 pts                |
| 7e                    | Eleonora Gasparrini      | Italie                | UAE Team ADQ          | 7 pts                 |
| 8e                    | Victoire Berteau         | France                | Cofidis               | 4 pts                 |
| 9e                    | April Tacey              | Royaume-Uni           | Lifeplus Wahoo        | 4 pts                 |
| 10e                   | Francesca Morgans-Slader | Royaume-Uni           | Awol O'Shea           | 4 pts                 |

| Classement par points | Classement par points    | Classement par points | Classement par points | Classement par points |
| Coureuse              | Coureuse                 | Pays                  | Équipe                | Points                |
| --------------------- | ------------------------ | --------------------- | --------------------- | --------------------- |
| 1re                   | Charlotte Kool           | Pays-Bas              | Team DSM              | 30 pts                |
| 2e                    | Chloé Dygert             | États-Unis            | Canyon-SRAM Racing    | 24 pts                |
| 3e                    | Lizzie Deignan           | Royaume-Uni           | Trek-Segafredo        | 14 pts                |
| 4e                    | Maike van der Duin       | Pays-Bas              | Canyon-SRAM Racing    | 12 pts                |
| 5e                    | Clara Copponi            | France                | FDJ-Suez              | 12 pts                |
| 6e                    | Soraya Paladin           | Italie                | Canyon-SRAM Racing    | 10 pts                |
| 7e                    | Eleonora Gasparrini      | Italie                | UAE Team ADQ          | 7 pts                 |
| 8e                    | Victoire Berteau         | France                | Cofidis               | 4 pts                 |
| 9e                    | April Tacey              | Royaume-Uni           | Lifeplus Wahoo        | 4 pts                 |
| 10e                   | Francesca Morgans-Slader | Royaume-Uni           | Awol O'Shea           | 4 pts                 |

| Classement de la montagne | Classement de la montagne | Classement de la montagne | Classement de la montagne | Classement de la montagne |
| Coureuse                  | Coureuse                  | Pays                      | Équipe                    | Points                    |
| ------------------------- | ------------------------- | ------------------------- | ------------------------- | ------------------------- |
| 1re                       | Hanna Johansson           | Suède                     | Torelli                   | 8 pts                     |
| 2e                        | Soraya Paladin            | Italie                    | Canyon-SRAM Racing        | 8 pts                     |
| 3e                        | Eugénie Duval             | France                    | FDJ-Suez                  | 6 pts                     |
| 4e                        | Jessica Finney            | Royaume-Uni               | Awol O'Shea               | 4 pts                     |
| 5e                        | Typhaine Laurance         | France                    | Lifeplus Wahoo            | 4 pts                     |
| 6e                        | Francesca Morgans-Slader  | Royaume-Uni               | Awol O'Shea               | 4 pts                     |
| 7e                        | Lauretta Hanson           | Australie                 | Trek-Segafredo            | 2 pts                     |
| 8e                        | Emilia Fahlin             | Suède                     | FDJ-Suez                  | 2 pts                     |
| 9e                        | Anna Henderson            | Royaume-Uni               | Team Jumbo-Visma          | 1 pt                      |
| 10e                       | Nicole Frain              | Australie                 | Parkhotel Valkenburg      | 1 pt                      |

| Classement de la montagne | Classement de la montagne | Classement de la montagne | Classement de la montagne | Classement de la montagne |
| Coureuse                  | Coureuse                  | Pays                      | Équipe                    | Points                    |
| ------------------------- | ------------------------- | ------------------------- | ------------------------- | ------------------------- |
| 1re                       | Hanna Johansson           | Suède                     | Torelli                   | 8 pts                     |
| 2e                        | Soraya Paladin            | Italie                    | Canyon-SRAM Racing        | 8 pts                     |
| 3e                        | Eugénie Duval             | France                    | FDJ-Suez                  | 6 pts                     |
| 4e                        | Jessica Finney            | Royaume-Uni               | Awol O'Shea               | 4 pts                     |
| 5e                        | Typhaine Laurance         | France                    | Lifeplus Wahoo            | 4 pts                     |
| 6e                        | Francesca Morgans-Slader  | Royaume-Uni               | Awol O'Shea               | 4 pts                     |
| 7e                        | Lauretta Hanson           | Australie                 | Trek-Segafredo            | 2 pts                     |
| 8e                        | Emilia Fahlin             | Suède                     | FDJ-Suez                  | 2 pts                     |
| 9e                        | Anna Henderson            | Royaume-Uni               | Team Jumbo-Visma          | 1 pt                      |
| 10e                       | Nicole Frain              | Australie                 | Parkhotel Valkenburg      | 1 pt                      |

| Classement du meilleur jeune | Classement du meilleur jeune | Classement du meilleur jeune | Classement du meilleur jeune | Classement du meilleur jeune |
| Coureuse                     | Coureuse                     | Pays                         | Équipe                       | Temps                        |
| ---------------------------- | ---------------------------- | ---------------------------- | ---------------------------- | ---------------------------- |
| 1re                          | Eleonora Gasparrini          | Italie                       | UAE Team ADQ                 | 9 h 35 min 03 s              |
| 2e                           | Pfeiffer Georgi              | Royaume-Uni                  | Team DSM                     | + 2 s                        |
| 3e                           | Cédrine Kerbaol              | France                       | Ceratizit-WNT Pro Cycling    | + 3 s                        |
| 4e                           | Noemi Rüegg                  | Suisse                       | Team Jumbo-Visma             | + 3 s                        |
| 5e                           | Victoire Berteau             | France                       | Cofidis                      | + 30 s                       |
| 6e                           | Simone Boilard               | Canada                       | St Michel-Mavic-Auber 93     | + 33 s                       |
| 7e                           | Maike van der Duin           | Pays-Bas                     | Canyon-SRAM Racing           | + 51 s                       |
| 8e                           | Silvia Zanardi               | Italie                       | Bepink                       | + 4 min 10 s                 |
| 9e                           | April Tacey                  | Royaume-Uni                  | Lifeplus Wahoo               | + 4 min 10 s                 |
| 10e                          | Valentina Basilico           | Italie                       | Bepink                       | + 4 min 13 s                 |

| Classement du meilleur jeune | Classement du meilleur jeune | Classement du meilleur jeune | Classement du meilleur jeune | Classement du meilleur jeune |
| Coureuse                     | Coureuse                     | Pays                         | Équipe                       | Temps                        |
| ---------------------------- | ---------------------------- | ---------------------------- | ---------------------------- | ---------------------------- |
| 1re                          | Eleonora Gasparrini          | Italie                       | UAE Team ADQ                 | 9 h 35 min 03 s              |
| 2e                           | Pfeiffer Georgi              | Royaume-Uni                  | Team DSM                     | + 2 s                        |
| 3e                           | Cédrine Kerbaol              | France                       | Ceratizit-WNT Pro Cycling    | + 3 s                        |
| 4e                           | Noemi Rüegg                  | Suisse                       | Team Jumbo-Visma             | + 3 s                        |
| 5e                           | Victoire Berteau             | France                       | Cofidis                      | + 30 s                       |
| 6e                           | Simone Boilard               | Canada                       | St Michel-Mavic-Auber 93     | + 33 s                       |
| 7e                           | Maike van der Duin           | Pays-Bas                     | Canyon-SRAM Racing           | + 51 s                       |
| 8e                           | Silvia Zanardi               | Italie                       | Bepink                       | + 4 min 10 s                 |
| 9e                           | April Tacey                  | Royaume-Uni                  | Lifeplus Wahoo               | + 4 min 10 s                 |
| 10e                          | Valentina Basilico           | Italie                       | Bepink                       | + 4 min 13 s                 |

| Classement par équipes | Classement par équipes    | Classement par équipes | Classement par équipes |
| Équipe                 | Équipe                    | Pays                   | Temps                  |
| ---------------------- | ------------------------- | ---------------------- | ---------------------- |
| 1re                    | Team Jumbo-Visma          | Pays-Bas               | 28 h 45 min 48 s       |
| 2e                     | Trek-Segafredo            | États-Unis             | + 18 s                 |
| 3e                     | Canyon-SRAM Racing        | Allemagne              | + 47 s                 |
| 4e                     | St Michel-Mavic-Auber93   | France                 | + 1 min 00 s           |
| 5e                     | FDJ-Suez                  | France                 | + 4 min 10 s           |
| 6e                     | Liv Racing TeqFind        | Pays-Bas               | + 4 min 18 s           |
| 7e                     | Ceratizit-WNT Pro Cycling | Allemagne              | + 4 min 28 s           |
| 8e                     | Cofidis                   | France                 | + 7 min 09 s           |
| 9e                     | UAE Team ADQ              | Émirats arabes unis    | + 7 min 50 s           |
| 10e                    | Uno-X Pro Cycling Team    | Norvège                | + 7 min 57 s           |

| Classement par équipes | Classement par équipes    | Classement par équipes | Classement par équipes |
| Équipe                 | Équipe                    | Pays                   | Temps                  |
| ---------------------- | ------------------------- | ---------------------- | ---------------------- |
| 1re                    | Team Jumbo-Visma          | Pays-Bas               | 28 h 45 min 48 s       |
| 2e                     | Trek-Segafredo            | États-Unis             | + 18 s                 |
| 3e                     | Canyon-SRAM Racing        | Allemagne              | + 47 s                 |
| 4e                     | St Michel-Mavic-Auber93   | France                 | + 1 min 00 s           |
| 5e                     | FDJ-Suez                  | France                 | + 4 min 10 s           |
| 6e                     | Liv Racing TeqFind        | Pays-Bas               | + 4 min 18 s           |
| 7e                     | Ceratizit-WNT Pro Cycling | Allemagne              | + 4 min 28 s           |
| 8e                     | Cofidis                   | France                 | + 7 min 09 s           |
| 9e                     | UAE Team ADQ              | Émirats arabes unis    | + 7 min 50 s           |
| 10e                    | Uno-X Pro Cycling Team    | Norvège                | + 7 min 57 s           |

## Évolution des classements
| Étape              |                    | Vainqueur _    | Classement général | Meilleure grimpeuse _ | Meilleure jeune _   | Meilleure équipe _ |
| ------------------ | ------------------ | -------------- | ------------------ | --------------------- | ------------------- | ------------------ |
| 1re étape          | étape vallonnée    | Charlotte Kool | Charlotte Kool     | Hanna Johansson       | Eleonora Gasparrini | Canyon-SRAM Racing |
| 2e étape           | étape vallonnée    | Chloé Dygert   | Charlotte Kool     | Hanna Johansson       | Eleonora Gasparrini | Canyon-SRAM Racing |
| 3e étape           | étape de plaine    | Charlotte Kool | Charlotte Kool     | Hanna Johansson       | Eleonora Gasparrini | Team Jumbo-Visma   |
| Classements finals | Classements finals |                | Charlotte Kool     | Hanna Johansson       | Eleonora Gasparrini | Team Jumbo-Visma   |

## Liste des participantes
| Légende | Légende                                                                    | Légende | Légende                                                    |
| ------- | -------------------------------------------------------------------------- | ------- | ---------------------------------------------------------- |
| Num     | Dossard de départ porté par le coureur sur cette RideLondon-Classique      | Pos     | Position à l'arrivée de la course                          |
|         | Indique un maillot de champion national ou mondial, suivi de sa spécialité | NP      | Indique un coureur qui n'a pas pris le départ de la course |
| AB      | Indique un coureur qui n'a pas terminé la course                           | HD      | Indique un coureur qui a terminé la course hors des délais |

| Canyon-SRAM Racing CSR | Canyon-SRAM Racing CSR     | Canyon-SRAM Racing CSR |
| ---------------------- | -------------------------- | ---------------------- |
| Num                    | Coureuse                   | Pos                    |
| 1                      | Alex Morrice (GBR)         | 57e                    |
| 2                      | Chloé Dygert (USA)         | 2e                     |
| 3                      | Soraya Paladin (ITA)       | 9e                     |
| 4                      | Sarah Roy (AUS)            | 53e                    |
| 5                      | Alice Towers (GBR) (route) | 38e                    |
| 6                      | Maike van der Duin (NED)   | 22e                    |

| FDJ-Suez FST | FDJ-Suez FST            | FDJ-Suez FST |
| ------------ | ----------------------- | ------------ |
| Num          | Coureuse                | Pos          |
| 11           | Eugénie Duval (FRA)     | 15e          |
| 12           | Emilia Fahlin (SWE)     | 31e          |
| 13           | Clara Copponi (FRA)     | 25e          |
| 14           | Maëlle Grossetête (FRA) | AB-3         |
| 16           | Gladys Verhulst (FRA)   | AB-1         |

| Israel-Premier Tech Roland CGS | Israel-Premier Tech Roland CGS    | Israel-Premier Tech Roland CGS |
| ------------------------------ | --------------------------------- | ------------------------------ |
| Num                            | Coureuse                          | Pos                            |
| 21                             | Hannah Buch (GER)                 | 72e                            |
| 22                             | Fien Delbaere (BEL)               | AB-1                           |
| 23                             | Maggie Coles-Lyster (CAN) (route) | 29e                            |
| 24                             | Caroline Baur (SUI) (route)       | 66e                            |
| 25                             | Sofia Collinelli (ITA)            | 47e                            |

| Liv Racing TeqFind LIV | Liv Racing TeqFind LIV | Liv Racing TeqFind LIV |
| ---------------------- | ---------------------- | ---------------------- |
| Num                    | Coureuse               | Pos                    |
| 31                     | Rachele Barbieri (ITA) | 49e                    |
| 32                     | Eva Buurman (NED)      | 41e                    |
| 33                     | Jeanne Korevaar (NED)  | 58e                    |
| 34                     | Silke Smulders (NED)   | AB-3                   |
| 35                     | Thalita de Jong (NED)  | 23e                    |
| 36                     | Katia Ragusa (ITA)     | 24e                    |

| Team DSM DSM | Team DSM DSM          | Team DSM DSM |
| ------------ | --------------------- | ------------ |
| Num          | Coureuse              | Pos          |
| 51           | Becky Storrie (GBR)   | AB-1         |
| 52           | Pfeiffer Georgi (GBR) | 5e           |
| 53           | Maeve Plouffe (AUS)   | 78e          |
| 54           | Megan Jastrab (USA)   | 71e          |
| 55           | Franziska Koch (GER)  | 62e          |
| 56           | Charlotte Kool (NED)  | 1re          |

| Team Jumbo-Visma TJV | Team Jumbo-Visma TJV      | Team Jumbo-Visma TJV |
| -------------------- | ------------------------- | -------------------- |
| Num                  | Coureuse                  | Pos                  |
| 61                   | Teuntje Beekhuis (NED)    | 7e                   |
| 63                   | Anna Henderson (GBR)      | 12e                  |
| 64                   | Nienke Veenhoven (NED)    | 81e                  |
| 65                   | Noemi Rüegg (SUI)         | 8e                   |
| 66                   | Carlijn Achtereekte (NED) | 20e                  |

| Trek-Segafredo TFS | Trek-Segafredo TFS          | Trek-Segafredo TFS |
| ------------------ | --------------------------- | ------------------ |
| Num                | Coureuse                    | Pos                |
| 71                 | Elynor Bäckstedt (GBR)      | 50e                |
| 72                 | Elisa Balsamo (ITA) (route) | AB-1               |
| 73                 | Lucinda Brand (NED)         | 21e                |
| 74                 | Lizzie Deignan (GBR)        | 3e                 |
| 75                 | Lauretta Hanson (AUS)       | 10e                |
| 76                 | Lisa Klein (GER)            | 39e                |

| UAE Team ADQ UAD | UAE Team ADQ UAD          | UAE Team ADQ UAD |
| ---------------- | ------------------------- | ---------------- |
| Num              | Coureuse                  | Pos              |
| 81               | Sofia Bertizzolo (ITA)    | AB-2             |
| 82               | Chiara Consonni (ITA)     | 43e              |
| 83               | Laura Tomasi (ITA)        | 52e              |
| 84               | Anna Trevisi (ITA)        | 54e              |
| 85               | Karolina Kumięga (POL)    | 36e              |
| 86               | Eleonora Gasparrini (ITA) | 4e               |

| Uno-X Pro Cycling Team UXT | Uno-X Pro Cycling Team UXT      | Uno-X Pro Cycling Team UXT |
| -------------------------- | ------------------------------- | -------------------------- |
| Num                        | Coureuse                        | Pos                        |
| 91                         | Susanne Andersen (NOR)          | AB-3                       |
| 92                         | Elinor Barker (GBR)             | 27e                        |
| 93                         | Maria Giulia Confalonieri (ITA) | 35e                        |
| 94                         | Amalie Dideriksen (DEN)         | 44e                        |
| 95                         | Hannah Barnes (GBR)             | AB-2                       |
| 96                         | Amalie Lutro (NOR)              | 70e                        |

| Awol O'Shea AWO | Awol O'Shea AWO                | Awol O'Shea AWO |
| --------------- | ------------------------------ | --------------- |
| Num             | Coureuse                       | Pos             |
| 101             | Jessica Finney (GBR)           | 55e             |
| 102             | Cindy Pomares (FRA)            | 64e             |
| 103             | Marine Guerin (FRA)            | 79e             |
| 104             | Francesca Morgans-Slader (GBR) | 89e             |
| 105             | Connie Hayes (GBR)             | 74e             |
| 106             | Libby Smithson (GBR)           | 73e             |

| Bepink BPK | Bepink BPK               | Bepink BPK |
| ---------- | ------------------------ | ---------- |
| Num        | Coureuse                 | Pos        |
| 111        | Silvia Zanardi (ITA)     | 28e        |
| 112        | Valentina Basilico (ITA) | 32e        |
| 113        | Giorgia Vettorello (ITA) | 40e        |
| 114        | Matilde Vitillo (ITA)    | 80e        |
| 115        | Andrea Casagranda (ITA)  | 65e        |
| 116        | Ziortza Isasi (ESP)      | 91e        |

| Ceratizit-WNT Pro Cycling WNT | Ceratizit-WNT Pro Cycling WNT | Ceratizit-WNT Pro Cycling WNT |
| ----------------------------- | ----------------------------- | ----------------------------- |
| Num                           | Coureuse                      | Pos                           |
| 121                           | Laura Asencio (FRA)           | 45e                           |
| 123                           | Arianna Fidanza (ITA)         | AB-1                          |
| 125                           | Cédrine Kerbaol (FRA)         | 6e                            |
| 126                           | Lea Lin Teutenberg (GER)      | 17e                           |

| Cofidis COF | Cofidis COF                   | Cofidis COF |
| ----------- | ----------------------------- | ----------- |
| Num         | Coureuse                      | Pos         |
| 131         | Martina Alzini (ITA)          | 51e         |
| 132         | Victoire Berteau (FRA)        | 11e         |
| 133         | Valentine Fortin (FRA)        | AB-3        |
| 134         | Flavie Boulais (FRA)          | 56e         |
| 135         | Gabrielle Pilote Fortin (CAN) | 68e         |
| 136         | Josie Talbot (AUS)            | AB-1        |

| DAS-Handsling Bikes DAS | DAS-Handsling Bikes DAS  | DAS-Handsling Bikes DAS |
| ----------------------- | ------------------------ | ----------------------- |
| Num                     | Coureuse                 | Pos                     |
| 141                     | Danielle Shrosbree (GBR) | 76e                     |
| 142                     | Sophie Lewis (GBR)       | 85e                     |
| 143                     | Monica Greenwood (GBR)   | 26e                     |
| 144                     | Samantha Stuart (GBR)    | 87e                     |
| 145                     | Grace Lister (GBR)       | 42e                     |
| 146                     | Emma Jeffers (GBR)       | 84e                     |

| Lifeplus Wahoo DRP | Lifeplus Wahoo DRP      | Lifeplus Wahoo DRP |
| ------------------ | ----------------------- | ------------------ |
| Num                | Coureuse                | Pos                |
| 151                | Typhaine Laurance (FRA) | 77e                |
| 152                | Maddie Leech (GBR)      | 67e                |
| 153                | Kate Richardson (GBR)   | AB-1               |
| 154                | Kaja Rysz (POL)         | 16e                |
| 155                | April Tacey (GBR)       | 30e                |
| 156                | Eluned King (GBR)       | 88e                |

| Parkhotel Valkenburg PHV | Parkhotel Valkenburg PHV  | Parkhotel Valkenburg PHV |
| ------------------------ | ------------------------- | ------------------------ |
| Num                      | Coureuse                  | Pos                      |
| 161                      | Marith Vanhove (BEL)      | 63e                      |
| 162                      | Kirstie van Haaften (NED) | 18e                      |
| 163                      | Sofie van Rooijen (NED)   | 60e                      |
| 164                      | Scarlett Souren (NED)     | 75e                      |
| 165                      | Lisa Van Helvoirt (NED)   | 90e                      |
| 166                      | Nicole Frain (AUS)        | 46e                      |

| St Michel-Mavic-Auber 93 AUB | St Michel-Mavic-Auber 93 AUB | St Michel-Mavic-Auber 93 AUB |
| ---------------------------- | ---------------------------- | ---------------------------- |
| Num                          | Coureuse                     | Pos                          |
| 171                          | Alison Avoine (FRA)          | AB-1                         |
| 172                          | Simone Boilard (CAN)         | 13e                          |
| 173                          | Célia Le Mouël (FRA)         | 48e                          |
| 174                          | Coralie Demay (FRA)          | 19e                          |
| 175                          | Roxane Fournier (FRA)        | 14e                          |
| 176                          | Margot Pompanon (FRA)        | 59e                          |

| Coop-Hitec Products HPU | Coop-Hitec Products HPU | Coop-Hitec Products HPU |
| ----------------------- | ----------------------- | ----------------------- |
| Num                     | Coureuse                | Pos                     |
| 181                     | Jessica Roberts (GBR)   | 61e                     |
| 182                     | Josie Nelson (GBR)      | AB-1                    |
| 183                     | Sylvie Swinkels (NED)   | 69e                     |
| 184                     | Georgia Danford (AUS)   | 86e                     |
| 185                     | Mari Hole Mohr (NOR)    | AB-1                    |
| 186                     | Lucie Jounier (FRA)     | 33e                     |

| Torelli TOR | Torelli TOR                | Torelli TOR |
| ----------- | -------------------------- | ----------- |
| Num         | Coureuse                   | Pos         |
| 191         | Hanna Johansson (SWE)      | 82e         |
| 192         | Karolina Karasiewicz (POL) | 83e         |
| 193         | Hayley Preen (RSA)         | 37e         |
| 194         | Morven Yeoman (GBR)        | AB-2        |
| 195         | Amalie Winther Olsen       | AB-3        |
| 196         | Camilla Rånes Bye (NOR)    | 34e         |

| Canyon-SRAM Racing CSR | Canyon-SRAM Racing CSR     | Canyon-SRAM Racing CSR |
| ---------------------- | -------------------------- | ---------------------- |
| Num                    | Coureuse                   | Pos                    |
| 1                      | Alex Morrice (GBR)         | 57e                    |
| 2                      | Chloé Dygert (USA)         | 2e                     |
| 3                      | Soraya Paladin (ITA)       | 9e                     |
| 4                      | Sarah Roy (AUS)            | 53e                    |
| 5                      | Alice Towers (GBR) (route) | 38e                    |
| 6                      | Maike van der Duin (NED)   | 22e                    |

| FDJ-Suez FST | FDJ-Suez FST            | FDJ-Suez FST |
| ------------ | ----------------------- | ------------ |
| Num          | Coureuse                | Pos          |
| 11           | Eugénie Duval (FRA)     | 15e          |
| 12           | Emilia Fahlin (SWE)     | 31e          |
| 13           | Clara Copponi (FRA)     | 25e          |
| 14           | Maëlle Grossetête (FRA) | AB-3         |
| 16           | Gladys Verhulst (FRA)   | AB-1         |

| Israel-Premier Tech Roland CGS | Israel-Premier Tech Roland CGS    | Israel-Premier Tech Roland CGS |
| ------------------------------ | --------------------------------- | ------------------------------ |
| Num                            | Coureuse                          | Pos                            |
| 21                             | Hannah Buch (GER)                 | 72e                            |
| 22                             | Fien Delbaere (BEL)               | AB-1                           |
| 23                             | Maggie Coles-Lyster (CAN) (route) | 29e                            |
| 24                             | Caroline Baur (SUI) (route)       | 66e                            |
| 25                             | Sofia Collinelli (ITA)            | 47e                            |

| Liv Racing TeqFind LIV | Liv Racing TeqFind LIV | Liv Racing TeqFind LIV |
| ---------------------- | ---------------------- | ---------------------- |
| Num                    | Coureuse               | Pos                    |
| 31                     | Rachele Barbieri (ITA) | 49e                    |
| 32                     | Eva Buurman (NED)      | 41e                    |
| 33                     | Jeanne Korevaar (NED)  | 58e                    |
| 34                     | Silke Smulders (NED)   | AB-3                   |
| 35                     | Thalita de Jong (NED)  | 23e                    |
| 36                     | Katia Ragusa (ITA)     | 24e                    |

| Team DSM DSM | Team DSM DSM          | Team DSM DSM |
| ------------ | --------------------- | ------------ |
| Num          | Coureuse              | Pos          |
| 51           | Becky Storrie (GBR)   | AB-1         |
| 52           | Pfeiffer Georgi (GBR) | 5e           |
| 53           | Maeve Plouffe (AUS)   | 78e          |
| 54           | Megan Jastrab (USA)   | 71e          |
| 55           | Franziska Koch (GER)  | 62e          |
| 56           | Charlotte Kool (NED)  | 1re          |

| Team Jumbo-Visma TJV | Team Jumbo-Visma TJV      | Team Jumbo-Visma TJV |
| -------------------- | ------------------------- | -------------------- |
| Num                  | Coureuse                  | Pos                  |
| 61                   | Teuntje Beekhuis (NED)    | 7e                   |
| 63                   | Anna Henderson (GBR)      | 12e                  |
| 64                   | Nienke Veenhoven (NED)    | 81e                  |
| 65                   | Noemi Rüegg (SUI)         | 8e                   |
| 66                   | Carlijn Achtereekte (NED) | 20e                  |

| Trek-Segafredo TFS | Trek-Segafredo TFS          | Trek-Segafredo TFS |
| ------------------ | --------------------------- | ------------------ |
| Num                | Coureuse                    | Pos                |
| 71                 | Elynor Bäckstedt (GBR)      | 50e                |
| 72                 | Elisa Balsamo (ITA) (route) | AB-1               |
| 73                 | Lucinda Brand (NED)         | 21e                |
| 74                 | Lizzie Deignan (GBR)        | 3e                 |
| 75                 | Lauretta Hanson (AUS)       | 10e                |
| 76                 | Lisa Klein (GER)            | 39e                |

| UAE Team ADQ UAD | UAE Team ADQ UAD          | UAE Team ADQ UAD |
| ---------------- | ------------------------- | ---------------- |
| Num              | Coureuse                  | Pos              |
| 81               | Sofia Bertizzolo (ITA)    | AB-2             |
| 82               | Chiara Consonni (ITA)     | 43e              |
| 83               | Laura Tomasi (ITA)        | 52e              |
| 84               | Anna Trevisi (ITA)        | 54e              |
| 85               | Karolina Kumięga (POL)    | 36e              |
| 86               | Eleonora Gasparrini (ITA) | 4e               |

| Uno-X Pro Cycling Team UXT | Uno-X Pro Cycling Team UXT      | Uno-X Pro Cycling Team UXT |
| -------------------------- | ------------------------------- | -------------------------- |
| Num                        | Coureuse                        | Pos                        |
| 91                         | Susanne Andersen (NOR)          | AB-3                       |
| 92                         | Elinor Barker (GBR)             | 27e                        |
| 93                         | Maria Giulia Confalonieri (ITA) | 35e                        |
| 94                         | Amalie Dideriksen (DEN)         | 44e                        |
| 95                         | Hannah Barnes (GBR)             | AB-2                       |
| 96                         | Amalie Lutro (NOR)              | 70e                        |

| Awol O'Shea AWO | Awol O'Shea AWO                | Awol O'Shea AWO |
| --------------- | ------------------------------ | --------------- |
| Num             | Coureuse                       | Pos             |
| 101             | Jessica Finney (GBR)           | 55e             |
| 102             | Cindy Pomares (FRA)            | 64e             |
| 103             | Marine Guerin (FRA)            | 79e             |
| 104             | Francesca Morgans-Slader (GBR) | 89e             |
| 105             | Connie Hayes (GBR)             | 74e             |
| 106             | Libby Smithson (GBR)           | 73e             |

| Bepink BPK | Bepink BPK               | Bepink BPK |
| ---------- | ------------------------ | ---------- |
| Num        | Coureuse                 | Pos        |
| 111        | Silvia Zanardi (ITA)     | 28e        |
| 112        | Valentina Basilico (ITA) | 32e        |
| 113        | Giorgia Vettorello (ITA) | 40e        |
| 114        | Matilde Vitillo (ITA)    | 80e        |
| 115        | Andrea Casagranda (ITA)  | 65e        |
| 116        | Ziortza Isasi (ESP)      | 91e        |

| Ceratizit-WNT Pro Cycling WNT | Ceratizit-WNT Pro Cycling WNT | Ceratizit-WNT Pro Cycling WNT |
| ----------------------------- | ----------------------------- | ----------------------------- |
| Num                           | Coureuse                      | Pos                           |
| 121                           | Laura Asencio (FRA)           | 45e                           |
| 123                           | Arianna Fidanza (ITA)         | AB-1                          |
| 125                           | Cédrine Kerbaol (FRA)         | 6e                            |
| 126                           | Lea Lin Teutenberg (GER)      | 17e                           |

| Cofidis COF | Cofidis COF                   | Cofidis COF |
| ----------- | ----------------------------- | ----------- |
| Num         | Coureuse                      | Pos         |
| 131         | Martina Alzini (ITA)          | 51e         |
| 132         | Victoire Berteau (FRA)        | 11e         |
| 133         | Valentine Fortin (FRA)        | AB-3        |
| 134         | Flavie Boulais (FRA)          | 56e         |
| 135         | Gabrielle Pilote Fortin (CAN) | 68e         |
| 136         | Josie Talbot (AUS)            | AB-1        |

| DAS-Handsling Bikes DAS | DAS-Handsling Bikes DAS  | DAS-Handsling Bikes DAS |
| ----------------------- | ------------------------ | ----------------------- |
| Num                     | Coureuse                 | Pos                     |
| 141                     | Danielle Shrosbree (GBR) | 76e                     |
| 142                     | Sophie Lewis (GBR)       | 85e                     |
| 143                     | Monica Greenwood (GBR)   | 26e                     |
| 144                     | Samantha Stuart (GBR)    | 87e                     |
| 145                     | Grace Lister (GBR)       | 42e                     |
| 146                     | Emma Jeffers (GBR)       | 84e                     |

| Lifeplus Wahoo DRP | Lifeplus Wahoo DRP      | Lifeplus Wahoo DRP |
| ------------------ | ----------------------- | ------------------ |
| Num                | Coureuse                | Pos                |
| 151                | Typhaine Laurance (FRA) | 77e                |
| 152                | Maddie Leech (GBR)      | 67e                |
| 153                | Kate Richardson (GBR)   | AB-1               |
| 154                | Kaja Rysz (POL)         | 16e                |
| 155                | April Tacey (GBR)       | 30e                |
| 156                | Eluned King (GBR)       | 88e                |

| Parkhotel Valkenburg PHV | Parkhotel Valkenburg PHV  | Parkhotel Valkenburg PHV |
| ------------------------ | ------------------------- | ------------------------ |
| Num                      | Coureuse                  | Pos                      |
| 161                      | Marith Vanhove (BEL)      | 63e                      |
| 162                      | Kirstie van Haaften (NED) | 18e                      |
| 163                      | Sofie van Rooijen (NED)   | 60e                      |
| 164                      | Scarlett Souren (NED)     | 75e                      |
| 165                      | Lisa Van Helvoirt (NED)   | 90e                      |
| 166                      | Nicole Frain (AUS)        | 46e                      |

| St Michel-Mavic-Auber 93 AUB | St Michel-Mavic-Auber 93 AUB | St Michel-Mavic-Auber 93 AUB |
| ---------------------------- | ---------------------------- | ---------------------------- |
| Num                          | Coureuse                     | Pos                          |
| 171                          | Alison Avoine (FRA)          | AB-1                         |
| 172                          | Simone Boilard (CAN)         | 13e                          |
| 173                          | Célia Le Mouël (FRA)         | 48e                          |
| 174                          | Coralie Demay (FRA)          | 19e                          |
| 175                          | Roxane Fournier (FRA)        | 14e                          |
| 176                          | Margot Pompanon (FRA)        | 59e                          |

| Coop-Hitec Products HPU | Coop-Hitec Products HPU | Coop-Hitec Products HPU |
| ----------------------- | ----------------------- | ----------------------- |
| Num                     | Coureuse                | Pos                     |
| 181                     | Jessica Roberts (GBR)   | 61e                     |
| 182                     | Josie Nelson (GBR)      | AB-1                    |
| 183                     | Sylvie Swinkels (NED)   | 69e                     |
| 184                     | Georgia Danford (AUS)   | 86e                     |
| 185                     | Mari Hole Mohr (NOR)    | AB-1                    |
| 186                     | Lucie Jounier (FRA)     | 33e                     |

| Torelli TOR | Torelli TOR                | Torelli TOR |
| ----------- | -------------------------- | ----------- |
| Num         | Coureuse                   | Pos         |
| 191         | Hanna Johansson (SWE)      | 82e         |
| 192         | Karolina Karasiewicz (POL) | 83e         |
| 193         | Hayley Preen (RSA)         | 37e         |
| 194         | Morven Yeoman (GBR)        | AB-2        |
| 195         | Amalie Winther Olsen       | AB-3        |
| 196         | Camilla Rånes Bye (NOR)    | 34e         |